# نگون فنگ
نگون فنگ حالتی از حمل جنگ فزار انفرادی توسط نفر در نیروهای مسلح می‌باشد که در هنگام بارندگی و سوگواری سلاح را طوری بر دوش خود آویزان می‌کنند که قنداق اسلحه رو به آسمان باشد و شعله پوش اسلحه رو به زمین باشد . 
یک قانون دیگر نیز وجود دارد مبنی بر اینکه در هنگامی که کشور یک نظامی در تصرف دشمن می‌باشد، آن نظامی سلاح خود را به حالت نگون فنگ حمل می‌کند. (یعنی نشانی از سرافکندگی یک نظامی)